# Acer griseum
Acer griseum — вид квіткової рослини родини сапіндових, поширений у центральному Китаї. Acer griseum зустрічається в китайських провінціях Ганьсу, Хенань, Хубей, Хунань, Шеньсі, Шаньсі та Сичуань на висоті 1500–2000 метрів.

## Опис
Це невелике або середнє листяне дерево, що досягає 6–9 м заввишки і 5–6 м завширшки, з окружністю стовбура до 70 см. Кора гладка, блискуча оранжево-червона, лущиться тонкими паперовими шарами; на старих деревах можуть статися тріщини. Пагони спочатку густо запушені, на другий-третій рік це стирається, а на третій-четвертий рік кора відшаровується. Листя складне, з листковою ніжкою 2–4 см і з трьома листочками, кожна довжиною 3–10 см і шириною 2–6 см, зверху темно-зелені, знизу яскраво-сизуваті й синьо-зелені, з кількома тупими зубцями по краях.
Жовті квіти утворюються навесні в невеликих пониклих щитках, плід — парна крилатка з двома крилатими насінням довжиною близько 1 см і крилом 3 см.

## Використання
Acer griseum був введений для вирощування в Європі в 1901 році Ернестом Генрі Вілсоном для розплідників Veitch у Великій Британії, а невдовзі й у Північній Америці. Це один із багатьох видів кленів, які широко вирощуються як декоративні рослини в регіонах з помірним кліматом. Має декоративну кору, що відшаровується, напівпрозорі шматочки якої часто залишаються прикріпленими до гілок, поки не зітруться. Він також має ефектне осіннє листя, яке може включати червоні, оранжеві та рожеві тони. Ця рослина отримала нагороду Королівського садівничого товариства за заслуги в саду.
Розмноження Acer griseum є дещо складним, оскільки насіння має ті самі партенокарпічні тенденції, що й насіння Acer maximowiczianum.

## Галерея

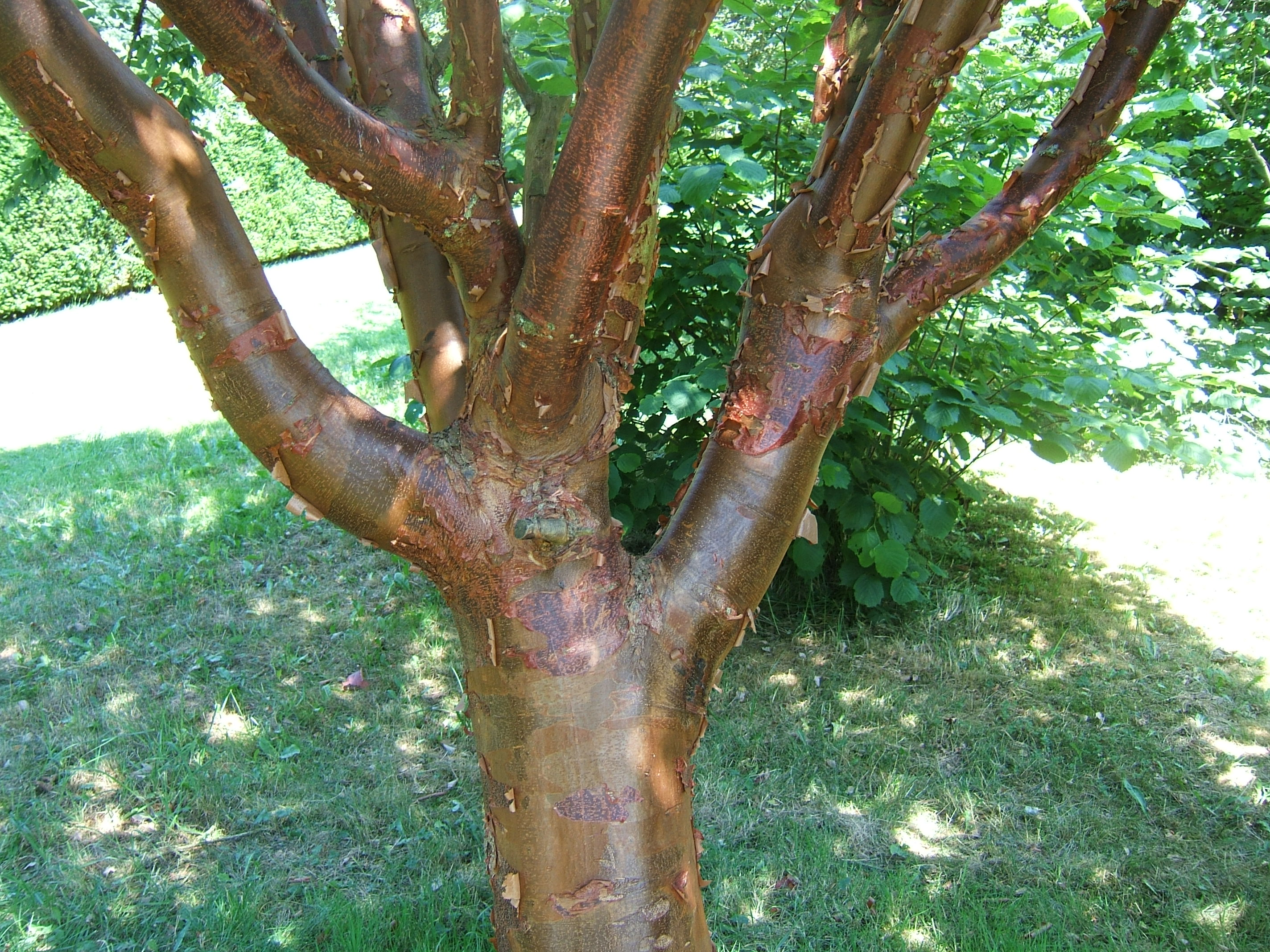
Стовбур
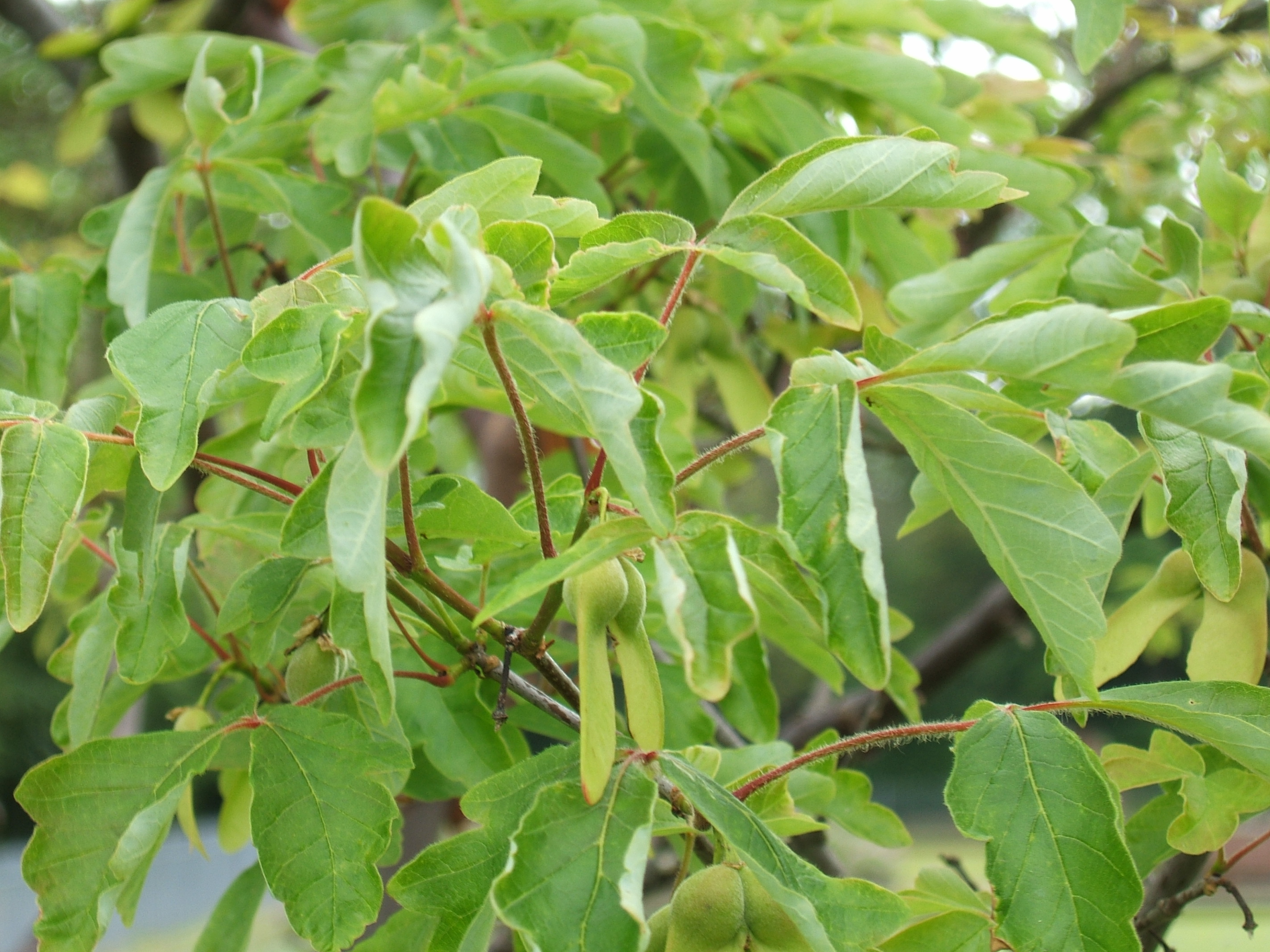
Листя і незріле насіння
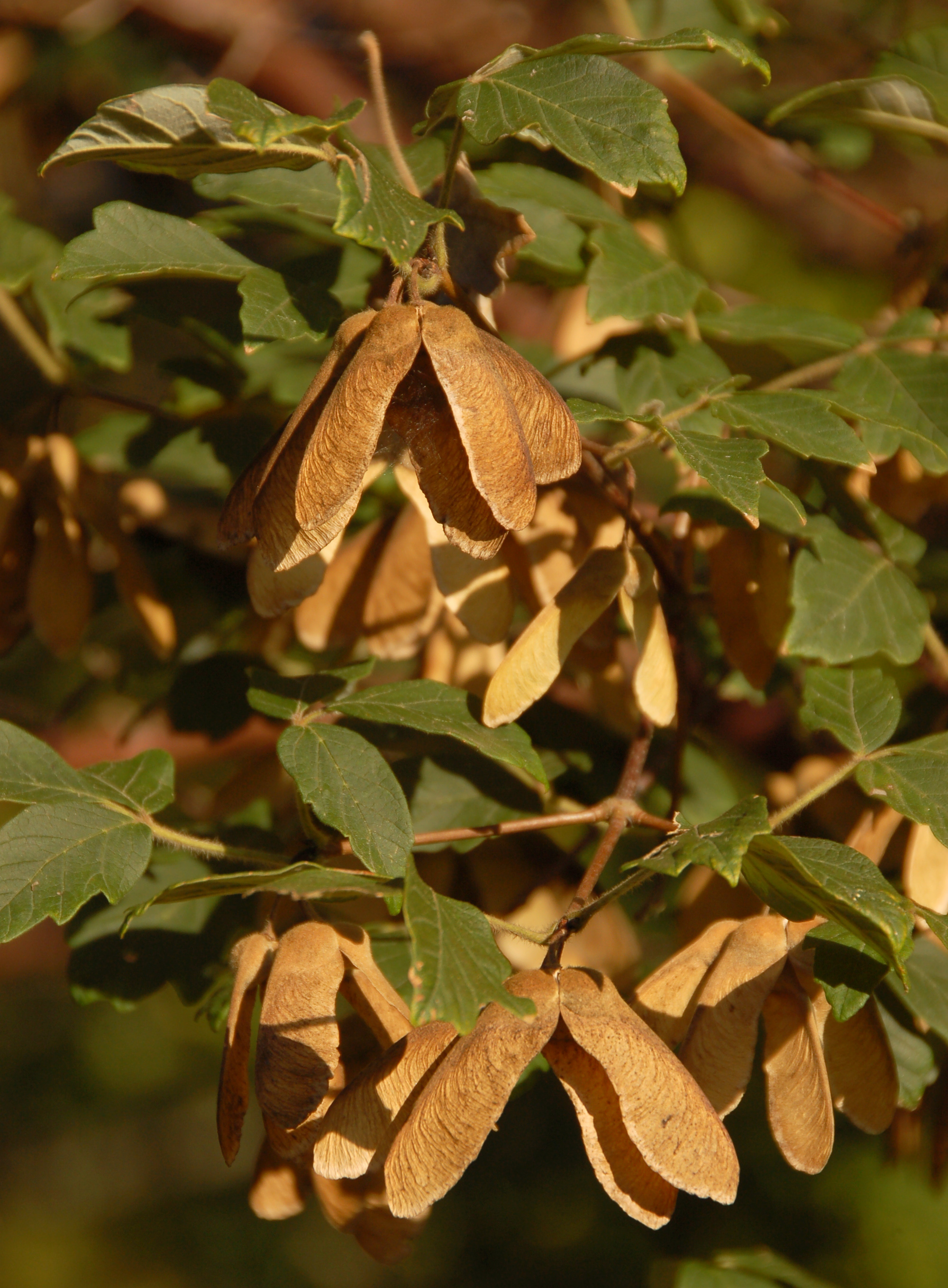
Листя і насіння
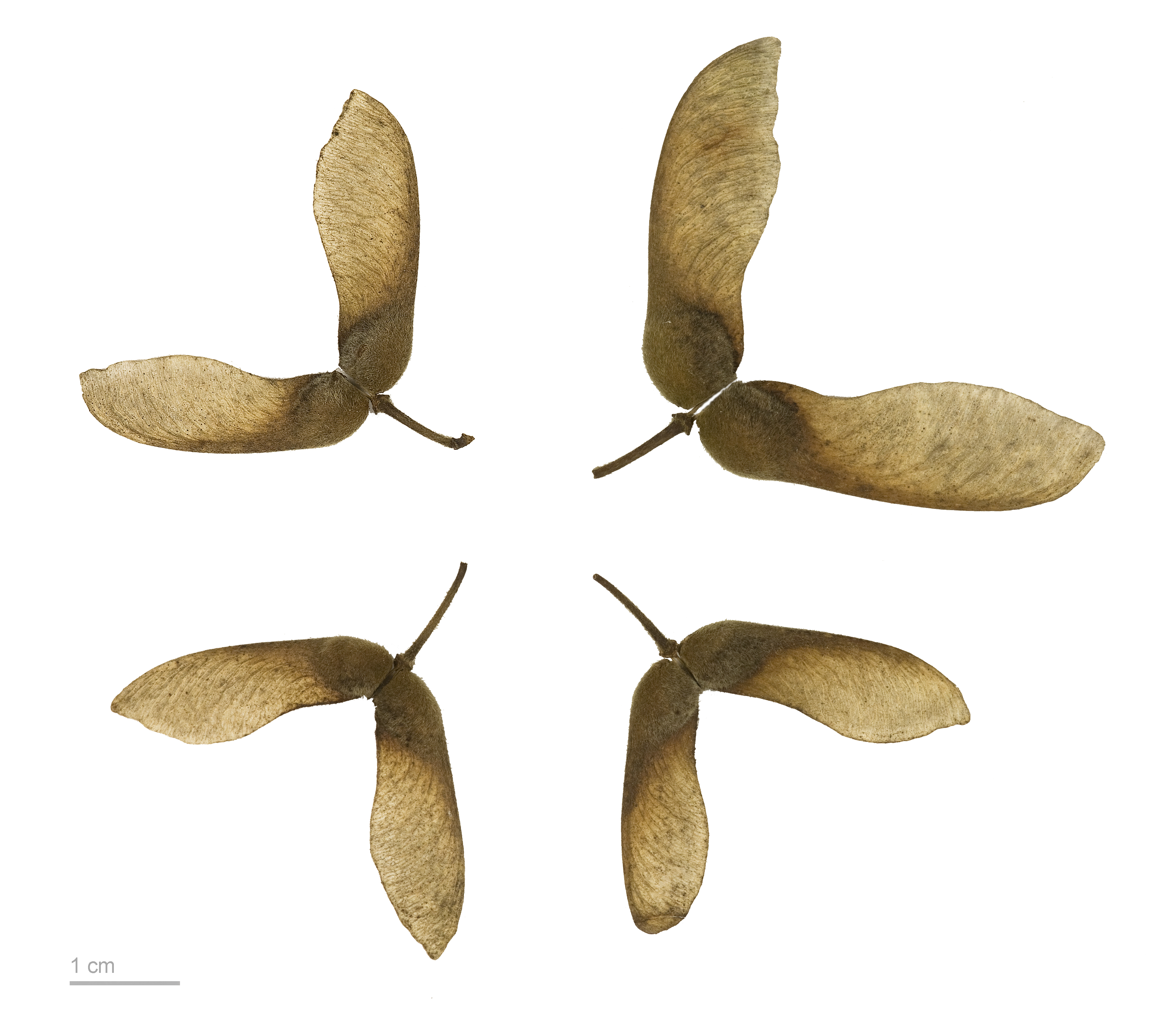
Насіння
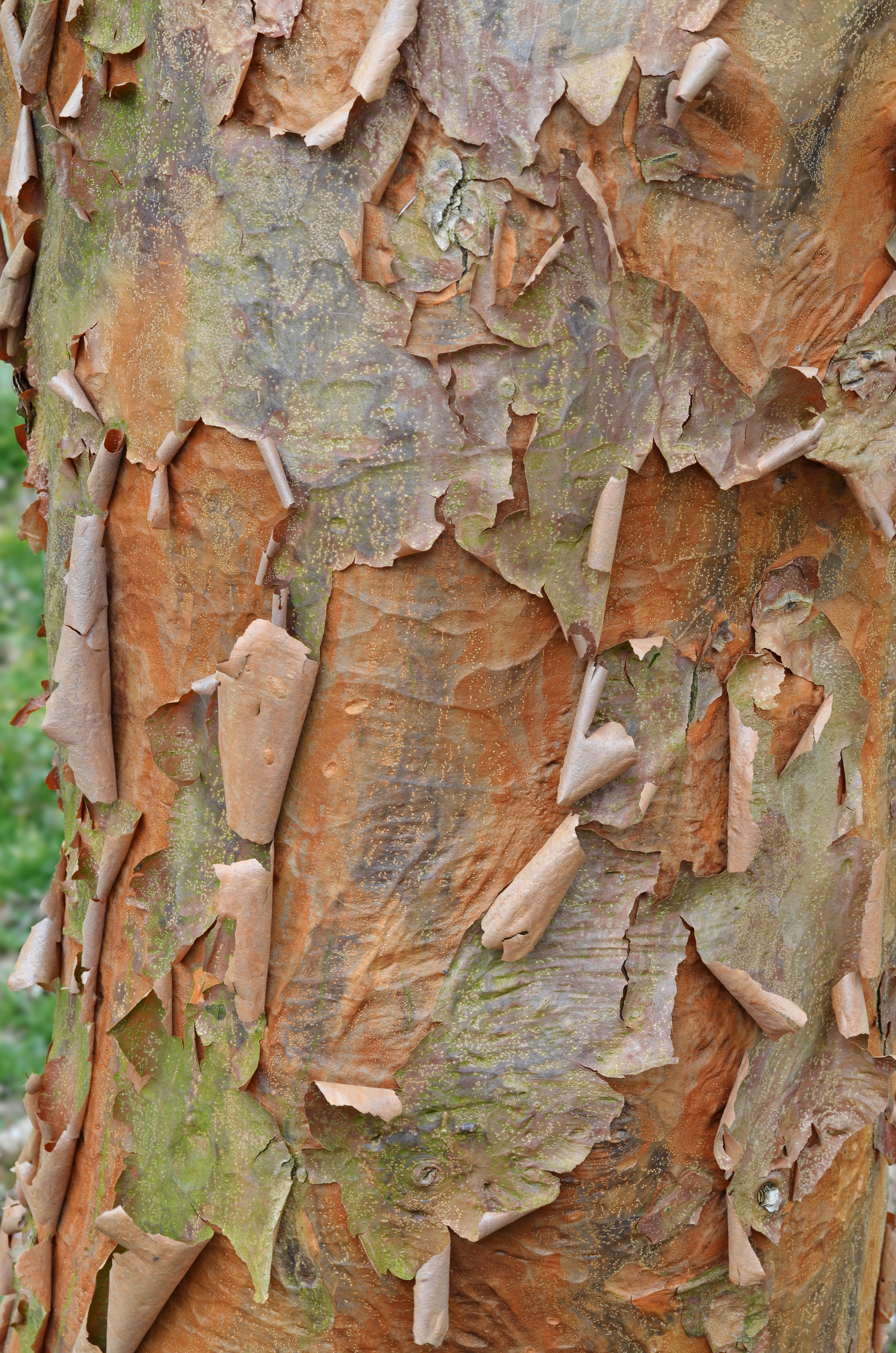
Кора
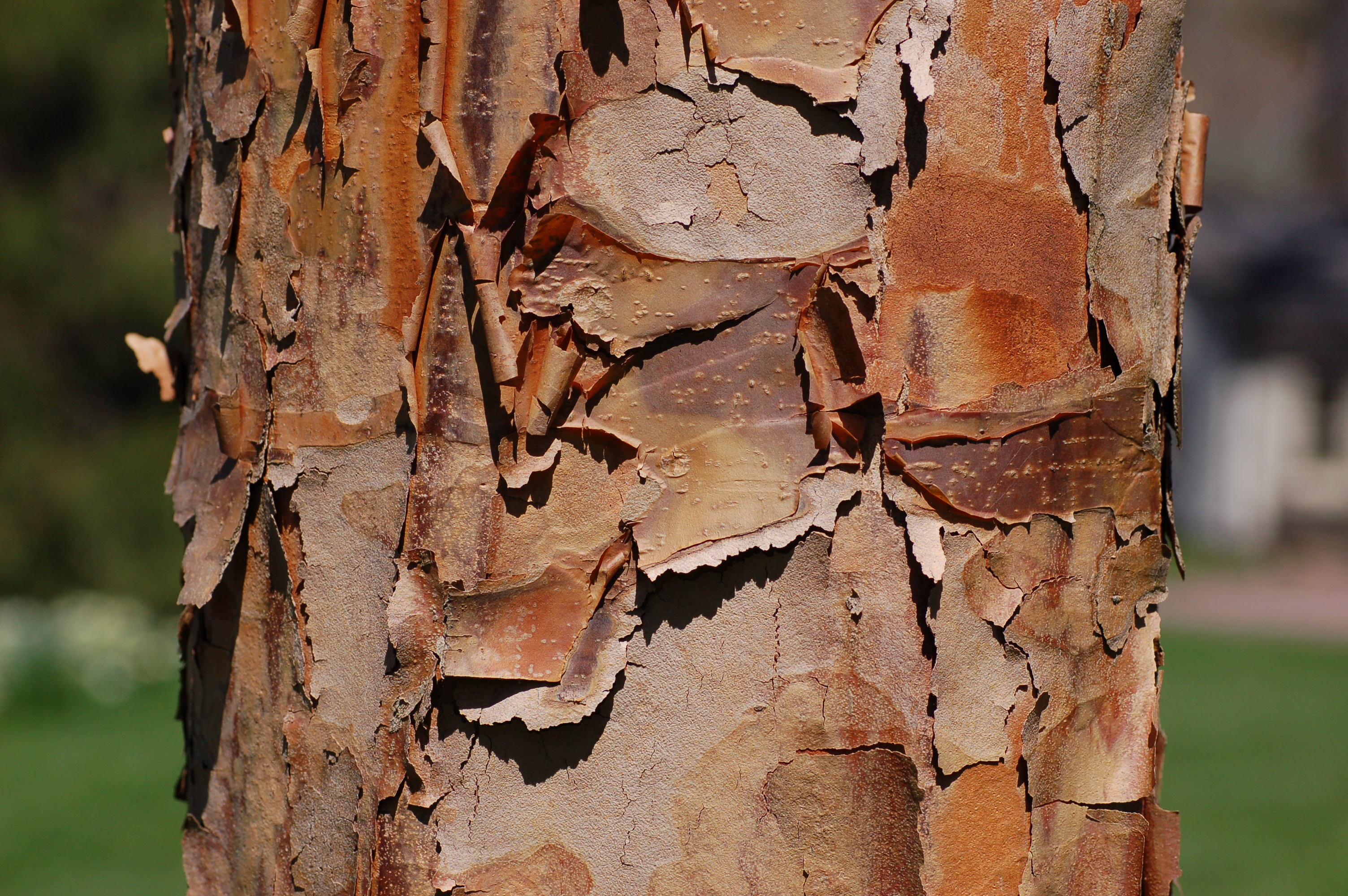
Кора
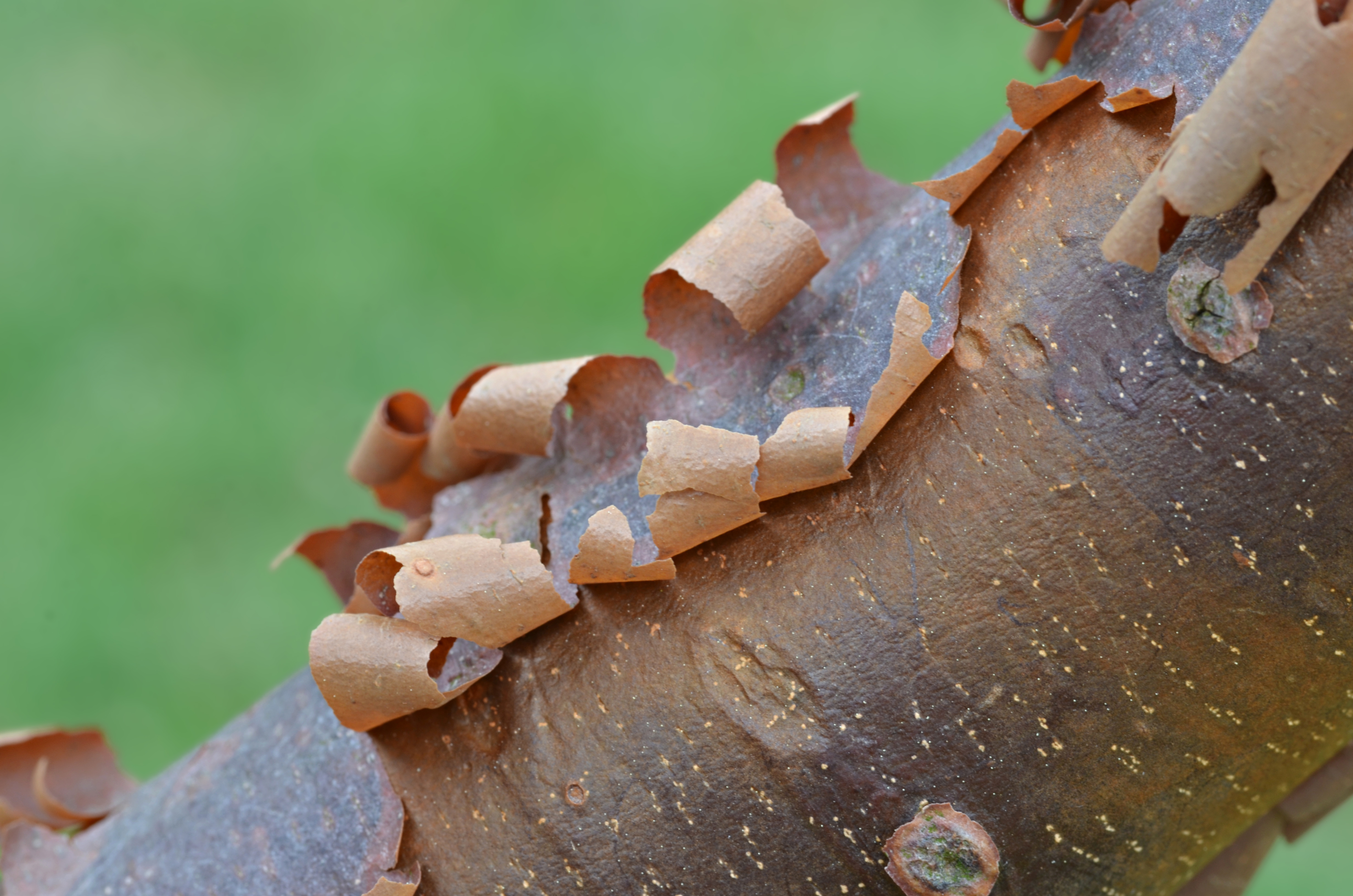
Кора лущиться великим планом